# چهار گلشن
چهار گلشن یا اخبار النوادر کتابی به زبان فارسی قرن هجدهم است که در مورد تاریخ هند نوشته شده‌است. نویسنده این کتاب رای چتُرمن سکسینه کایسته از امپراتوری گورکانی هند می‌باشد. چاپ اولیه آن در سال ۱۷۵۹ انجام گرفته‌است.

## نویسنده
از زندگی‌نامهٔ نویسنده این کتاب، رای چترمن سکسینه کایسته، اطلاعات زیادی در دست نیست. او در کتاب چهار گلشن می‌گوید در خانواده‌ای روشن‌فکر و دانشمند پرورش یافته‌است که اغلب آنان در دستگاه دولتی مشغول به کار بوده‌اند. چترمن نیز برای مدتی طولانی همراه با لشکر اورنگ‌زیب عازم دکن می‌شود و در آنجا اقامت می‌گزیند.
وی در پایان عمر برای غازی‌الدین خان، وزیرالممالک شاه‌جهان دوم کار می‌کرد. در دوران کار خود بود که به دلیل دسترسی به اسناد و منابع ارزشمند، شروع به تالیف کتاب چهار گلشن کرد. پس از آن نبیره رای چترمن که رای چندربهان نام داشت، اوراق پراکنده و پرارزش او را مرتب کرد و دیباچه‌ای از جانب خود را بر این مجموعه افزود.

## تصحیح و چاپ
این کتاب در زمان معاصر توسط چندر شیکهر استاد دانشگاه دهلی تصحیح شد. نسخه اخیر چهار گلشن توسط «سازمان ماموریت ملی برای نسخ خطی» زیرمجموعه وزارت فرهنگ هند، در سال ۲۰۰۷ چاپ شد.

## محتوا
این کتاب حاوی احوال و اخبار راجه‌های نامدار و پادشاهان، صوبه‌ها یا استان‌های هندوستان به‌همراه ذکر طول و عرض آن‌ها، نام شهرهای معروف، دژها، رودخانه‌ها و همچنین تاریخچهٔ سیک‌ها است. چهارگلشن دارای نقشهٔ راه‌های چهارسوی شاه‌جهان به شهرهای معروف آن زمان است.

## بخش‌ها
عنوان کتاب یعنی چهار گلشن، به چهار بخش آن اشاره دارد:

### احوال پادشاهان هندوستان
- شرح پادشاهان هندوستان (شمال هند) از افسانه یودشیشیرا تا شاه جهان دوم
- اطلاعات مربوط به استانها (صوبه) امپراتوری مغول

### عیان صوبجات جنوبستان
- اطلاعات در مورد استان‌های منطقه دکن
- اطلاعات در مورد سلاطین دکن

### مسافات و منازل
- نقشه راه‌ها با مسافت و فهرست کاروانسراها
- توپوگرافی (رودخانه‌ها، خاکریزها، پل‌ها و کانال‌ها)

### سلاسل فقرا و درویشان هند
- توضیحات دراویش و قدسین
- بیشتر مبتنی بر کتاب اخبار الاخیار است، اما همچنین حاوی برخی اطلاعات منحصر به فرد در مورد دراویش محلی است.